# Харьковская губернская гимназия
Харьковская губернская гимназия (c 1841 — 1-я Харьковская гимназия) — первая гимназия Российской империи в Харькове.

## История
История первой в Харькове гимназии началась во 2-й четверти XVIII века, когда был основан Коллегиум, представлявший из себя среднюю школу, но с такой широкой программой, что назывался иногда Академией. Коллегиум был всесословным учебным учреждением и, ввиду умножавшихся в нём числа учеников из дворянских детей, в 1767 году Сенатом было утверждено открытие дополнительных классов «французского и немецкого языков, геометрии и рисования, а особливо инженерства, артиллерии и геодезии», а 2 февраля 1768 года из этих классов при Коллегиуме было организовано Харьковское казённое училище. Хотя образование в нём было чисто светским, обучение проходило в помещении духовной семинарии, а в 1783 году у полковника Тевяшова был куплен дом, комнаты которого были адаптированы для обучения 20 учеников. На базе этого училища и Малой народной школы, которая имела только начальные классы, 1 марта 1789 года было учреждено Главное Слободско-Украинское Казённое училище.
В 1805 году, ко времени организации Харьковского университета, Слободско-Украинское училище получило название Слободско-Украинской гимназии, которая до 1836 года находилась в ведении университета. Первым директором гимназии был Ф. И. Кудрицкий. В начальный период существования гимназии в числе её преподавателей были: А. И. Дудрович, П. М. Любовский, К. П. Паулович, Л. Л. Элкан. С 1814 года гимназия имела четырёхлетний курс обучения и располагалась в здании (не сохранилось) на углу Московского проспекта и переулка Короленко, построенном в 1814—1815 гг. архитектором Е. А. Васильевым при участии Л. Ватлета.
В 1830-х годах началась образовательная реформа в Российской империи, по которой гимназии выводились из-под управления университетов. В это время Слободско-Украинская гимназия насчитывала более 400 человек и пользовалась большим спросом. В 1836 году она была переименована в Губернскую гимназию и перешла под юрисдикцию государства, что сопровождалась введением русского языка преподавания.
Губернская гимназия стала прародительницей других гимназий Харькова. В 1841 году в ней были выделены параллельные классы для образования 2-й гимназии и губернская гимназия получила наименование 1-й Харьковской гимназии. В 1861 году из параллельного отделения Харьковской губернской гимназии была выделена 3-я Харьковская гимназия. 
К 1845 году на Старомосковской улице по проекту архитектора Н. И. Ашиткова было построено новое здание для 1-й Харьковской гимназии. Двухэтажный дом в стиле русского ампира неоднократно подвергался реконструкциям.

## Директора
До 1814 года директором гимназии был Андрей Иванович Шредер.
С 12 июня 1868 года по день смерти в 1888 году её директором был Поликарп Васильевич Тихонович (1813—1888).
Затем гимназию возглавляли:
- 24.06.1888— 1906: Михаил Петрович Знаменский
- 29.07.1906—1910: Алексей Назарович Гусаковский
- 22.03.1910—1916: Иван Антонович Порошин
- 01.11.1916—?: Николай Евграфович Степанов

## Известные выпускники
См. также: Выпускники Первой Харьковской гимназии
Первые два класса были открыты в 1805 году и поэтому первый выпуск состоялся в 1808 году — 13 выпускников. По причине преобразования гимназии по уставу 1828 года, в 1834, 1835 и 1836 годах выпусков не было, в списке 1833 года вынужденно оказалось 117 человек.
1808
- Авксентий Гевлич

1810
- Иван Бахтин
- Василий Маслович
- Николай Цертелев

1811
- Иван Сухомлинов

1812
- Николай Бахтин
- Сократ Васильев
- Павел Затеплинский

1813
- Николай Еллинский

1819
- Фёдор Иноземцев

1823
- Николай Гордеенко

1824
- Иван Калениченко
- Иван Канатов

1825
- Иван Леонов

1828
- Егор Гордеенко

1829
- Иосиф Барвинский

1830
- Амвросий Метлинский
- Александр Щёголев
- Иван Щербина

1831
- Павел Бойченко
- Аммос Дьяченко
- Фёдор Цыцурин

1832
- Адриан Юшков

1838
- Пётр Малыхин (золотая медаль)

1843
- Дмитрий Каченовский (золотая медаль)

1844
- Григорий Шухов (отец В. Г. Шухова)
- Иван Федоренко

1847
- Дмитрий Котелевский

1848
- Алексей Масловский
- Феофан Тихонович

1852
- Пётр Герарди
- Николай Леваковский

1853
- Яков Михайловский (золотая медаль)

1854
- Владимир Буймистров

1855
- Леонард Гиршман (золотая медаль)
- Николай Залесский
- Александр Кузнецов

1857
- Алексей Дудукалов (серебряная медаль)
- Павел Ясинский

1859
- Григорий Градовский

1861
- Борис Булгаков
- Митрофан Попов

1862
- Иван Бокий

1863
- Сергей Раевский

1864
- Александр Эльтеков

1865
- Флавиан Флавицкий

1866
- Николай Флавицкий
- Никифор Шевченко

1867
- Константин Кемарский
- Николай Сибилев

1868
- князь Дмитрий Фёдорович Голицын[4]
- Николай Ларионов
- Иван Поддубный[5]

1869
- Фёдор Евецкий (золотая медаль)

1870
- Владимир Егоровский

1871
- Антон (Владимир) Высокович (золотая медаль)

1873
- Павел Барабашев

1874
- Николай Карышев

1875
- Сергей Ястремский

1878
- Василий Анисимов

1880
- Аркадий Полешко

1881
- Владимир Скляревич

1882
- Дмитрий Миллер
- Николай Мухин

1883
- Василий Кашкадамов
- Виктор Радаков

1884
- Григорий Абаза
- Дмитрий Матов

1885
- Виктор Зарубин

1890
- Дмитрий Плетнёв

1891
- Николай Алчевский
- Николай Тихонович

1892
- Владимир Фавр (золотая медаль)

1897
- Всеволод Карташевский

1898
- Григорий Грузинцев
- Михаил Рейхель (золотая медаль)

1899
- Евгений Дампель
- Василий Леви

1900
- Александр Гейманович

1901
- Яков Магазинер
- Вячеслав Успенский[6]
- Наум Ясный

1903
- Борис Изюмов (золотая медаль)
- Леонид Новский

1910
- Николай Милостанов
- Юрий Слёзкин

1913
- Андрей Заливчий (золотая медаль)